# Angrie
Angrie és un municipi francès situat al departament de Maine i Loira i a la regió de País del Loira. L'any 2007 tenia 866 habitants.

## Demografia

### Població
El 2007 la població de fet d'Angrie era de 866 persones. Hi havia 320 famílies de les quals 57 eren unipersonals (9 homes vivint sols i 48 dones vivint soles), 109 parelles sense fills, 131 parelles amb fills i 23 famílies monoparentals amb fills.
La població ha evolucionat segons el següent gràfic:
Habitants censats

### Habitatges
El 2007 hi havia 372 habitatges, 321 eren l'habitatge principal de la família, 31 eren segones residències i 20 estaven desocupats. 367 eren cases i 5 eren apartaments. Dels 321 habitatges principals, 237 estaven ocupats pels seus propietaris, 82 estaven llogats i ocupats pels llogaters i 2 estaven cedits a títol gratuït; 2 tenien una cambra, 11 en tenien dues, 45 en tenien tres, 104 en tenien quatre i 159 en tenien cinc o més. 272 habitatges disposaven pel capbaix d'una plaça de pàrquing. A 152 habitatges hi havia un automòbil i a 143 n'hi havia dos o més.

### Piràmide de població
La piràmide de població per edats i sexe el 2009 era:
| Homes | Edats   | Dones |
| ----- | ------- | ----- |
| 0     | 95 o +  | 0     |
| 0     | 90 a 94 | 1     |
| 5     | 85 a 89 | 8     |
| 6     | 80 a 84 | 5     |
| 16    | 75 a 79 | 17    |
| 15    | 70 a 74 | 17    |
| 25    | 65 a 69 | 19    |
| 22    | 60 a 64 | 17    |
| 10    | 55 a 59 | 18    |
| 26    | 50 a 54 | 16    |
| 19    | 45 a 49 | 25    |
| 27    | 40 a 44 | 22    |
| 27    | 35 a 39 | 22    |
| 24    | 30 a 34 | 16    |
| 22    | 25 a 29 | 28    |
| 26    | 20 a 24 | 8     |
| 23    | 15 a 19 | 21    |
| 25    | 10 a 14 | 17    |
| 25    | 5 a 9   | 27    |
| 20    | 0 a 4   | 11    |

## Economia
El 2007 la població en edat de treballar era de 511 persones, 381 eren actives i 130 eren inactives. De les 381 persones actives 361 estaven ocupades (203 homes i 158 dones) i 19 estaven aturades (3 homes i 16 dones). De les 130 persones inactives 46 estaven jubilades, 34 estaven estudiant i 50 estaven classificades com a «altres inactius».

### Ingressos
El 2009 a Angrie hi havia 329 unitats fiscals que integraven 920 persones, la mediana anual d'ingressos fiscals per persona era de 13.891,5 €.

### Activitats econòmiques
Dels 21 establiments que hi havia el 2007, 1 era d'una empresa alimentària, 7 d'empreses de construcció, 5 d'empreses de comerç i reparació d'automòbils, 1 d'una empresa d'hostatgeria i restauració, 2 d'empreses d'informació i comunicació, 1 d'una empresa immobiliària, 2 d'empreses de serveis, 1 d'una entitat de l'administració pública i 1 d'una empresa classificada com a «altres activitats de serveis».
Dels 11 establiments de servei als particulars que hi havia el 2009, 1 era un taller de reparació d'automòbils i de material agrícola, 1 paleta, 1 guixaire pintor, 2 fusteries, 1 lampisteria, 2 electricistes, 1 perruqueria, 1 restaurant i 1 agència immobiliària.
Dels 2 establiments comercials que hi havia el 2009, 1 era una botiga de roba i 1 una botiga de mobles.
L'any 2000 a Angrie hi havia 75 explotacions agrícoles que ocupaven un total de 2.596 hectàrees.

## Equipaments sanitaris i escolars
El 2009 hi havia una escola elemental.

## Poblacions més properes
El següent diagrama mostra les poblacions més properes.